# Асод
Асод (угор. Aszód) — місто в центральній частині Угорщині, в медьє Пешт.
Населення — 6026 чоловік (2001). Площа міста — 16,21 км². Щільність населення — 371,75 чол./км².
Місто Асод, як і вся Угорщина, знаходиться в часовому поясі, зазначеному по міжнародному стандарту як Central European Time (CET). Зміщення відносно UTC складає +1:00 (CET, зимовий час) / +2:00 (CEST, літній час), так як в цьому часовому поясі діє перехід на літній час.
Поштовий індекс — 2170. Телефонний код (+36)28.

## Галерея

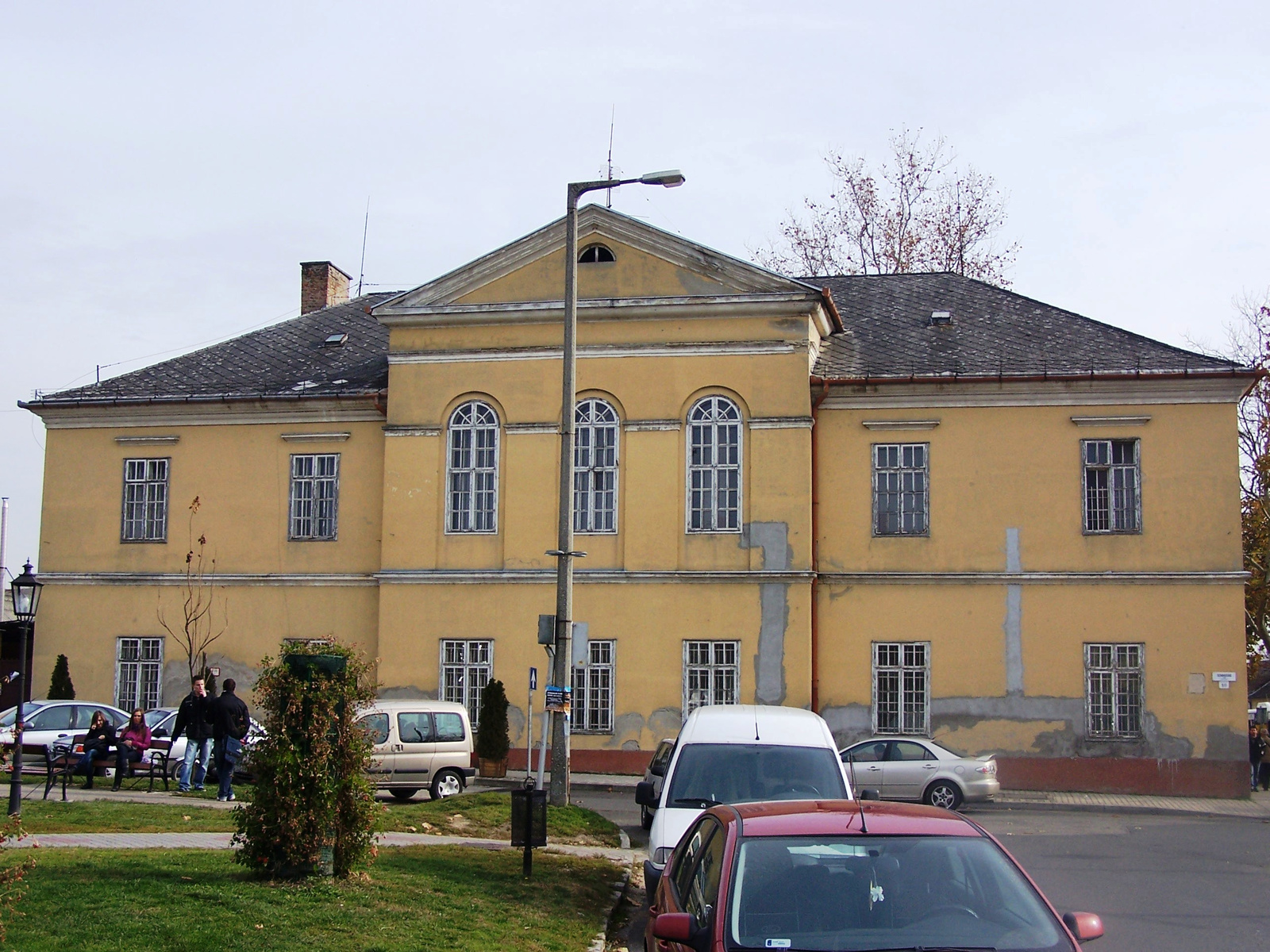
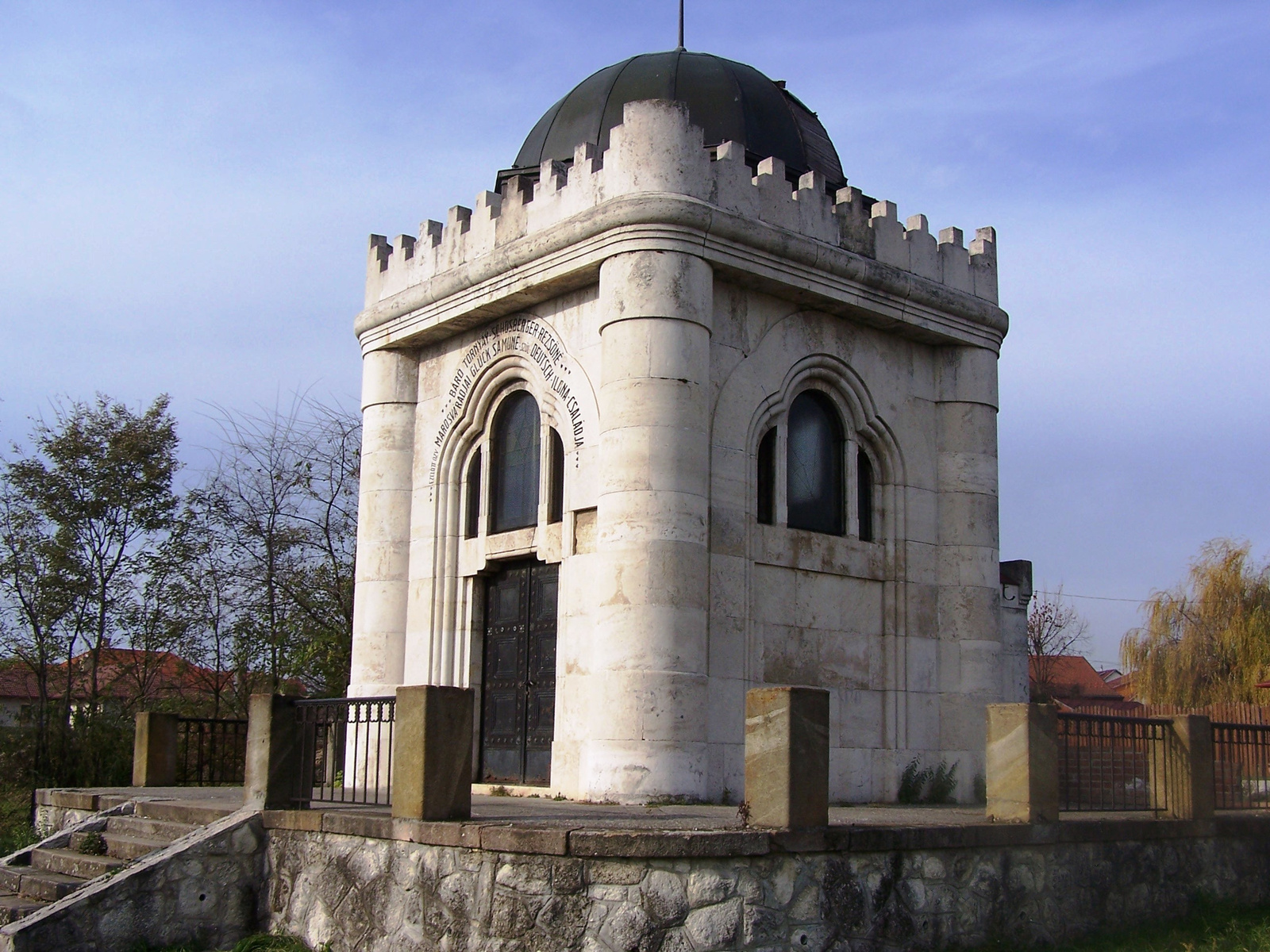